# 2. općinska nogometna liga Koprivnica 1983./84.
"2. općinska nogometna liga Koprivnica" za sezonu 1983./84. je bila liga sedmog stupnja nogometnog prvenstva SFRJ. 
 
Sudjelovalo je 8 klubova, a prvak je bio "Rudar" iz Glogovca.

## Ljestvica
| mj. | klub                 | ut. | pob. | ner. | por. | gol+ | gol- | bod    |
| --- | -------------------- | --- | ---- | ---- | ---- | ---- | ---- | ------ |
| 1.  | Rudar Glogovac       | 14  | 11   | 3    | 0    | 36   | 23   | 25     |
| 2.  | Jedinstvo Pustakovec | 14  | 7    | 3    | 4    | 25   | 25   | 17     |
| 3.  | Jadran Kuzminec      | 14  | 4    | 5    | 5    | 32   | 26   | 13     |
| 4.  | Mladost Mali Otok    | 14  | 6    | 3    | 5    | 31   | 30   | 13     |
| 5.  | Budućnost Jeduševac  | 14  | 5    | 3    | 6    | 27   | 33   | 13     |
| 6.  | Omladinac II Herešin | 14  | 3    | 5    | 6    | 34   | 49   | 11     |
| 7.  | Mladost Kutnjak      | 14  | 4    | 1    | 9    | 33   | 50   | 9      |
| 8.  | GOŠK Gotalovo        | 14  | 3    | 3    | 8    | 35   | 57   | 7 (-2) |

## Rezultatska križaljka
| kratica | klub                 | BUD | GOŠK | JAD | JED | MLAK | MLAMO | OML | RUD |
| --- | -------------------- | --- | ---- | --- | --- | ---- | ----- | --- | --- |
| BUD | Budućnost Jeduševac  |     |      |     |     |      |       |     |     |
| GOŠK | GOŠK Gotalovo        |     |      |     |     |      |       |     |     |
| JAD | Jadran Kuzminec      |     |      |     |     |      |       |     |     |
| JED | Jedinstvo Pustakovec |     |      |     |     |      |       |     |     |
| MLAK | Mladost Kutnjak      |     |      |     |     |      |       |     |     |
| MLAMO | Mladost Mali Otok    |     |      |     |     |      |       |     |     |
| OML | Omladinac II Herešin |     |      |     |     |      |       |     |     |
| RUD | Rudar Glogovac       |     |      |     |     |      |       |     |     |
| |                      |     |      |     |     |      |       |     |     |
| podebljan rezultat - utakmice od 1. do 7. kola (1. utakmica između klubova) rezultat normalne debljine - utakmice od 8. do 14. kola (2. utakmica između klubova) rezultat nakošen - nije vidljiv redoslijed odigravanja međusobnih utakmica iz dostupnih izvora rezultat smanjen * - iz dostupnih izvora nije uočljiv domaćin susreta prekrižen rezultat - poništena ili brisana utakmica p - utakmica prekinuta 3:0 p.f. / 0:3 p.f. - rezultat 3:0 bez borbe n.i. - nije igrano |                      |     |      |     |     |      |       |     |     |

 Izvori:

## Unutrašnje poveznice
- Međuopćinska nogometna liga Koprivnica 1983./84.
- 1. općinska nogometna liga Koprivnica 1983./84.